# Allactaga sibirica
Allactaga sibirica és una espècie de mamífer rosegador de la família dels dipòdids. Viu a Mongòlia, la Xina, el Kazakhstan, el Kirguizstan, Rússia, el Turkmenistan i l'Uzbekistan. Es tracta d'un animal nocturn i solitari que s'alimenta de bulbs, fulles, tiges, llavors, llagostes i escarabats. Els seus hàbitats naturals són els deserts, els semideserts i les estepes. Es desconeix si no hi ha alguna amenaça significativa per a la supervivència d'aquesta espècie.